# Unione Sportiva Cremonese 1921-1922
Questa pagina raccoglie le informazioni riguardanti l'Unione Sportiva Cremonese nelle competizioni ufficiali della stagione 1921-1922.

## Stagione
Nella stagione 1921-1922 la Cremonese ha disputato il campionato di Prima Categoria Lombarda girone B vincendolo davanti alla Trevigliese. Nel girone finale si piazzò al secondo posto dietro l'Esperia.

## Rosa
| N. |                   | Ruolo | Calciatore      |
| -- | ----------------- | ----- | --------------- |
|    | Italia (bandiera) | C     | Aglio           |
|    | Italia (bandiera) | C     | Mario Antonioli |
|    | Italia (bandiera) | A     | Ardigò I        |
|    | Italia (bandiera) | C     | Pietro Bonzio   |
|    | Italia (bandiera) | P     | Dario Compiani  |
|    | Italia (bandiera) | A     | Italo Defendi   |
|    | Italia (bandiera) | A     | Piero Lombardi  |
|    | Italia (bandiera) | D     | Mainardi II     |

| N. |                   | Ruolo | Calciatore          |
| -- | ----------------- | ----- | ------------------- |
|    | Italia (bandiera) | A     | Ettore Papadia      |
|    | Italia (bandiera) | A     | Andrea Poli         |
|    | Italia (bandiera) | A     | Giovanni Puerari    |
|    | Italia (bandiera) | D     | Ottorino Ravani     |
|    | Italia (bandiera) | D     | Attilio Ravani      |
|    | Italia (bandiera) | D     | Secondo Talamazzini |
|    | Italia (bandiera) | A     | Zini IV             |

## Risultati

### Prima Categoria

#### Girone di qualificazione lombardo (girone B)

##### Girone di andata
| Arbitro: | Trezzi (Milano) |

|                                                         |           |                           |
| Poli 27’ Ardigò I 38’ Defendi 55’, 87’ Gelmi 56’ (aut.) | Marcatori | 25’ Quadri 70’ Prosdocimo |

| Arbitro: | Sessa (Milano) |

|          |           |            |
| Poli 46’ | Marcatori | 50’ Crippa |

| Arbitro: | Bistoletti (Milano) |

|             |           |               |
| Ravasio 55’ | Marcatori | 39’, 47’ Poli |

##### Girone di ritorno
| Treviglio 6 novembre 1921 4ª giornata | Trevigliese      | 0 – 0 | Cremonese | Campo Trevigliese\| Arbitro: \| Tradico (Milano) \| |
| Arbitro:                              | Tradico (Milano) |       |           |                                                     |

| Arbitro: | Gallotti (Milano) |

|  |           |                                          |
|  | Marcatori | 25’ (rig.) Ravani I 55’ Poli 85’ Defendi |

| Arbitro: | Crivelli (Milano) |

|                                                                                |           |  |
| Defendi 25’ Ardizzi 27’ (aut.) Poli 46’, 88’ Talamazzini 70’, 83’ Ardigò I 77’ | Marcatori |  |

##### Girone finale
| Arbitro: | Bistoletti (Milano) |

|              |           |  |
| Castelli 25’ | Marcatori |  |

| Arbitro: | Muttoni (Treviglio) |

|                                             |           |                  |
| Defendi 19’ Ravani I 35’ (rig.) Defendi 55’ | Marcatori | 75’ (rig.) Corsi |

| Arbitro: | Aldovini (Cremona) |

|                     |           |  |
| Defendi 4’ Poli 25’ | Marcatori |  |

| Arbitro: | Gallotti (Milano) |

|                                                                   |           |                                            |
| Ardigò I 8’ Defendi 18’, 70’ Poli 39’, 48’ Talamazzini 65’ (rig.) | Marcatori | 46’ Locatelli 49’ Ronchetti I 88’ Castelli |

| Arbitro: | Grossi (Milano) |

|                                   |           |               |
| Ferrario 12’, 67’ Gandolfi II 61’ | Marcatori | 89’ Ravani II |

| Arbitro: | Grossi (Milano) |

|                          |           |  |
| Marelli 20’ Cetti II 67’ | Marcatori |  |